# Joseph von Némethy

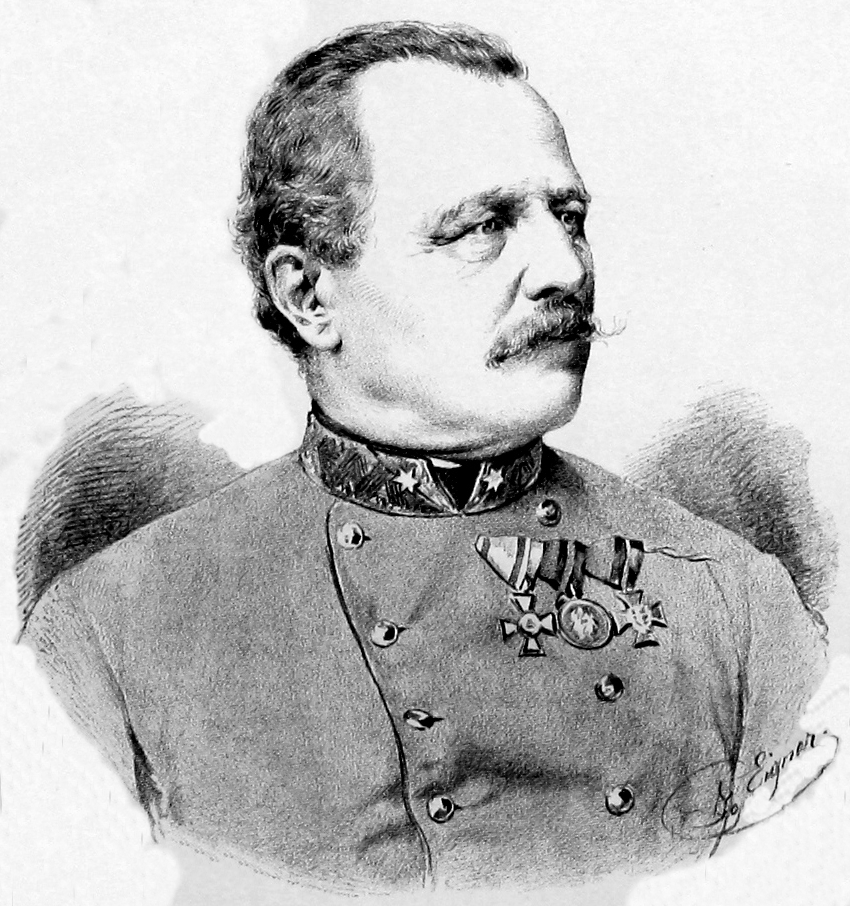
Joseph Edler von Némethy als Generalmajor 1876

Joseph Edler von Némethy (* 15. Juli 1819 in Siemianówka, Galizien; † 11. Mai 1890 in Wien) war ein k. u. k. Offizier (Feldmarschallleutnant) und Direktor des Kriegsarchivs ungarischer Abstammung.

## Biographie

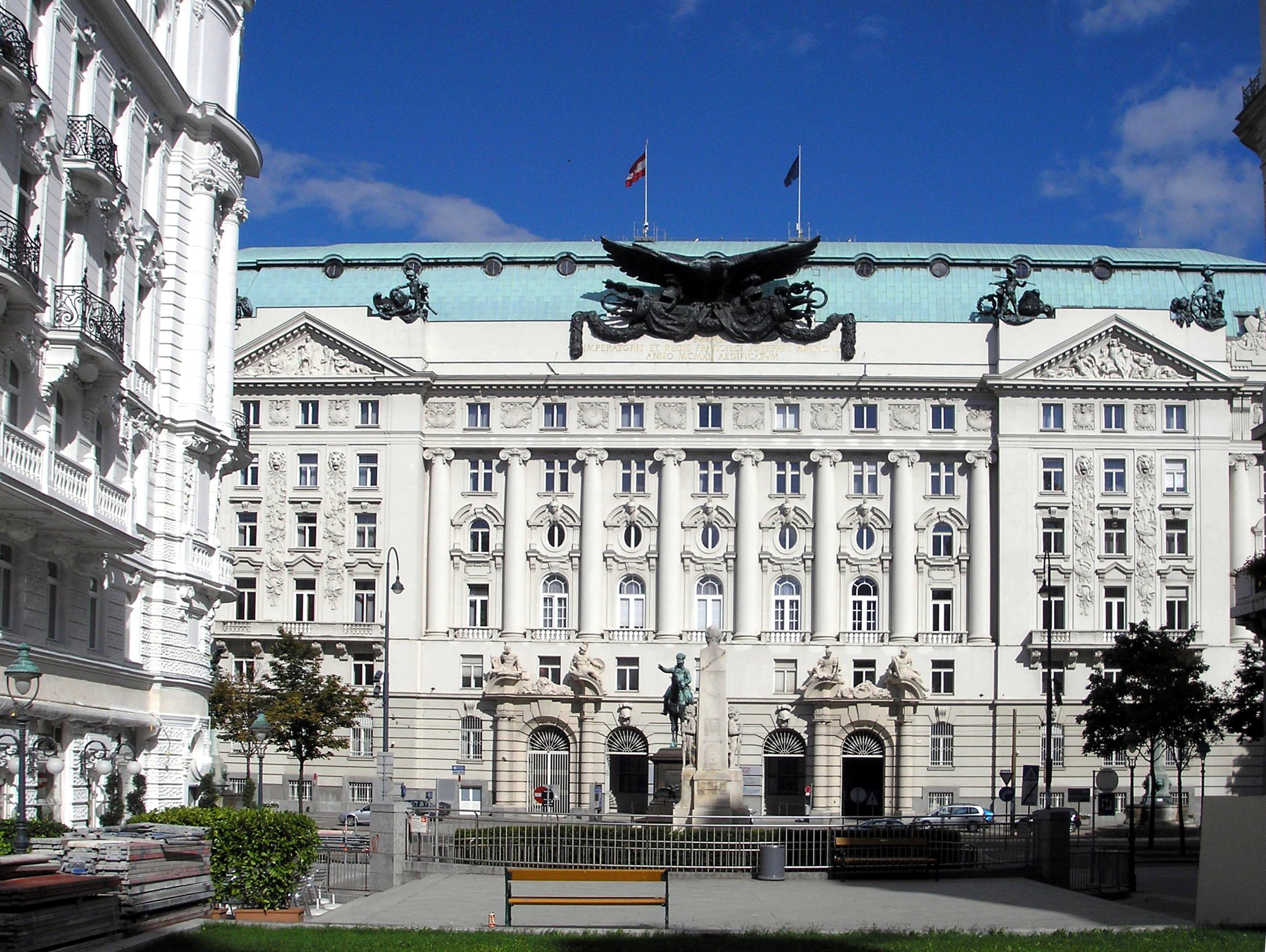
Ehemaliges Reichskriegsministerium, Wien

Joseph war der Sohn des Franz Némethy, k. k. Kammeral-Administrations-Assessor in Galizien, der den österreichischen Adelsstand mit „Edler von“ durch Allerhöchste Entschließung zu Lemberg am 10. Juli 1817 und Diplom zu Wien am 9. April 1818 erworben hatte, und später Kreiskommissär des Bukowiner Kreises zu Czernowitz wurde.
Joseph von Némethy trat mit 17 Jahren als Kadettunterkanonier in das Feldartillerieregiment Nr. 3 ein. Vor Erlangen des Leutnantgrades war er dem k.u.k militär-geographischen Institut zugeteilt und machte den Winter- und Sommerfeldzug 1848/1849 in Ungarn mit. Darauf fand er Verwendung bei den Triangulierungsarbeiten und wurde 1851 Oberleutnant im Militär-Geographen-Korps. Als Hauptmann 2. Klasse wurde er mit Vermessungs- und Kartierungsarbeiten (Grundlagenvermessungen) in Österreich betraut (1849–1853)., rückte sodann zum Hauptmann 1. Klasse im Militär-Ingenieur-Geographen-Korps vor, wurde 1857 Mitglied der k.u.k. Geographischen Gesellschaft zu Wien und 1859 dem Generalstab zugewiesen. Im Feldzug von 1859 war er im Hauptquartier der 4. Armee.
Seit dem 11. März 1862 war Joseph von Némethy Major im Generalquartiermeisterstab unter Ludwig Ritter von Benedek, dort stellvertretender Leiter des Triangulierungsbüros und Inhaber des Königlich preußischen Kronenordens 3. Klasse. Hier rückte er 1866 zum Oberstleutnant. Er ging als Etappenkommandant nach Berlin und leitete während des Feldzugs von 1866 die Eisenbahntransporte, für deren hervorragende Durchführung er mit dem k. k. Militärverdienstkreuz dekoriert wurde. Nach dem Krieg diente der Offizier beim Landesverteidigungskommando Tirol.
Joseph von Némethy wurde 1868 Vorstand des Eisenbahnbüros im Reichskriegsministerium, mit Rang vom 19. November 1868 Oberst des Armeestandes und im selben Jahr Direktor des Kriegsarchivs.
Mit Ernennung und Rang vom 1. Mai 1876 avancierte Némethy zum Generalmajor und 1879 zum Chef der ökonomischen Sektion im k. u. k. Reichskriegsministerium.
Am 1. Mai 1880 (mit Rang vom 28. April des Jahres) stieg der Generalmajor zum Feldmarschalleutnant und Kommandanten der 35. Infanterietruppendivision auf. Schließlich wurde der altgediente Offizier am 1. September 1882 auf eigenen Wunsch pensioniert und mit dem Orden der Eisernen Krone II. Klasse ausgezeichnet.

## Wappen

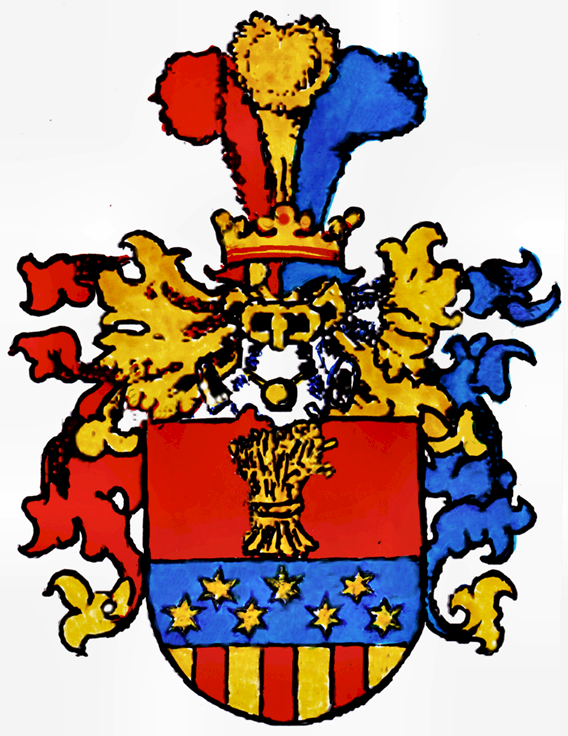
Wappen der Edlen von Némethy 1818

Wappen (1818): Geteilt; im oberen Feld in Rot eine goldene Korngarbe; das untere Feld geteilt, darin oben in blau sieben (3, 4) goldene Sterne, unten in Gold drei rote Pfähle. Gekrönter Helm, besteckt mit drei (rot, gold, blau) wachsenden Straußenfedern. Helmdecken: rechts rot-golden, links blau-golden.